# 深夜加油站遇見蘇格拉底
《深夜加油站遇見蘇格拉底》（英語：Way of the Peaceful Warrior），是由前美國體操選手丹·米爾曼所創作之半自傳體小說。

## 作者簡介
丹·米爾曼（Dan Millman），為前世界級彈簧床錦標選手，美國史丹福大學體操教練，歐柏學院（Oberlin College）教授與武術輔導員。
在1966年之前，作者的生活一直相當順遂，但其所獲得的榮譽和光環並沒有辦法讓他感受寧靜或滿足，直到遇見蘇格拉底（作者對自己心靈導師的稱呼），他開始有所領悟，不僅遵守某些特定的戒律清規，也能開始清醒地過著單純快樂的生活，並將其領悟撰寫成此作，獲得極高評價。作者目前和妻子住在北加州，育有三個女兒和兩個孫子。

## 改編電影
本書在2006年，改編成為同名電影上映。
主要演員
- 尼克·諾特（Nick Nolte）：飾演蘇格拉底，一個神奇卻語出驚人的老人。尼克·諾特為美國演員，其他演出代表作品有：2008年《奇幻精靈事件簿、2006年《深夜加油站遇見蘇格拉底》、《森林保衛戰》、2004年《盧安達飯店》（飾演聯合國維和部隊人員）、《錯的多美麗》、2003年、《消失的古城》與2000年《金色情挑》等作品。
- 史考特·麥克洛維茨（Scott Mechlowicz）：飾演丹米爾曼，一位得獎無數有天份的奧運體操吊環選手。其電影代表作品還有：2004年《歐洲派》。

## 外部連結
- （中文） 深夜加油站遇見蘇格拉底、和平戰士 Peaceful Warrior：節錄經典對白及延伸思考。 （页面存档备份，存于）